# Brauerei Röhrl
Die Brauerei Röhrl (auch Röhrlbräu) ist eine mittelständische Brauerei im niederbayerischen Straubing.

## Geschichte
Die Brauerei geht zurück auf eine 1431 gegründete Brauereigaststätte, die Mönche des Klosters Metten in Straubing errichteten. 1881 gründete Josef Röhrl das Unternehmen. 2008 erwarb die Familie Sillner, Eigentümer der Labertaler Heil- und Mineralquellen, die Röhrlbräu, die bis dahin noch im Besitz der Familie Röhrl war. Die Brauerei ist auf dem zweitgrößten bayerischen Volksfest, dem Gäubodenvolksfest in Straubing, vertreten. Röhrl beliefert 13 eigene Gaststätten. Der Bierausstoß liegt bei ca. 65.000 Hektolitern jährlich.

## Produkte
Die Brauerei stellt nachfolgende Produkte her:
- Obergärige Biere: Straubinger Weisse in den Varianten Original (durch die DLG mehrfach in Gold prämiert), Naturtrüb, Dunkel, Leicht und Alkoholfrei.
- Untergärige Biere: 1881 Gäuboden Festbier, Hell, Hell alkoholfrei, Pils, Export, Gäuboden Landbier und Schwarzer Bruder, Bayern Liebe.
- Biermischgetränke: Radler, Russ und Radler -dunkel-.

## Besonderheiten
- Für die Brauerei werden in vier Ställen insgesamt 11 Süddeutsche Kaltblüter von deren Eigentümern vorgehalten und als gemeinsames Gespann ausgebildet. Das Gespann kommt einzig beim Einzug auf das Gäubodenvolksfest zum Einsatz.[8]
- Auf den Flaschen der Biersorte Bayern Liebe werden neben einem in den bayerischen Landesfarben weiß-blau gehaltenen und dem Wappen Bayerns folgend gerauteten Herz auch jeweils einer von 25 mittelbayerischen Mundartbegriffen etikettiert.[9]

## Kontroverse um „Grenzzaun Halbe“
Vor dem Hintergrund der Flüchtlingskrise in Europa ab 2015 brachte die Brauerei im März 2016 ein Bier namens Grenzzaun Halbe auf den Markt. Die Brauerei wollte darauf aufmerksam machen, dass die aktuelle Flüchtlingspolitik ihrer Meinung nach nicht funktioniere. Neben dem Thema und der scheinbaren Forderung nach einem Grenzzaun erntete die Brauerei viel Kritik, sowohl für die Verwendung des Flüchtlingselends für Marketingzwecke und dem Transportieren fremdenfeindlicher Ressentiments, als auch für den Preis, 0,88 Euro (88 ist der Nazi-Zahlencode für Heil Hitler) und des Mindesthaltbarkeitsdatums, dem 9. November 2016 (Jahrestag der Reichspogromnacht).
Die Brauerei erklärte in ihrer Stellungnahme, keine rechtsradikalen Botschaften senden zu wollen. Der Preis liege tatsächlich bei 0,80 Euro, zuzüglich 0,08 Euro Mehrwegpfand in Deutschland. Das Haltbarkeitsdatum werde am Abfülltag automatisch bestimmt. Für die untergärigen Biere der Röhrlbräu betrage es acht Monate und das Bier sei am 9. März 2016 abgefüllt worden.
Das Bier sollte ursprünglich Bayern Halbe heißen, der Name sei aber schon belegt gewesen. Zusätzlich sollte jedem Kasten ein Flaschenöffner, im Zusammenhang mit der Grenzzaun Halbe dann Grenzöffner genannt, beigelegt sein. Die Produktion dieses Flaschenöffners wurde jedoch nicht rechtzeitig fertig. Der Brauerei wurde in der Region zudem bestätigt, in der Flüchtlingskrise Lastwagen zur Verfügung gestellt und Getränke gespendet zu haben und sich auch seit Jahren sozial zu engagieren. Darüber hinaus sei der 9. November auch der Jahrestag des Mauerfalls.
Dennoch nahm die Brauerei, auch wegen des hohen Medienechos, das Bier mit nachdrücklicher Entschuldigung für die entstandenen Interpretationen und Missverständnisse am 22. März 2016 vom Markt. Studentenvertreter der Universität Regensburg kritisierten, dass die Brauerei sich nicht von der Suggestion distanziere, Geflüchtete seien eine Gefahr für die Gesellschaft. Sie stellten die Zusammenarbeit mit der Brauerei ein. Bei eBay wurde bereits am Tag nach dem Marktrückruf ein Kasten Grenzzaun Halbe (Gebinde mit 20 Flaschen à 0,5 l) für bis zu 200 Euro versteigert.
Unabhängig von den Kontroversen um die Grenzzaun Halbe wird heute auf der Marke Bayern Liebe der Kronkorken Bruder Straubinger 2.0 verwendet, der einen Totenschädel mit Zylinder (darauf das Gründungsdatum der Brauerei) darstellt.